# Wenopunkcja
Wenopunkcja (venepunctio) – metoda nakłuwania żyły mająca na celu wprowadzenie odpowiedniej igły lub cewnika mającego na celu pobranie krwi lub podanie leków w płynie lub płynów infuzyjnych metodą kropelkową.
Do tego celu używa się żył znajdujących się na grzbiecie, najlepiej przedramienia. Unikane są żyły znajdujące się w obrębie okolicy stawów, gdyż jest ryzyko przekłucia tej żyły na skutek ruchów kończyny, w której została nakłuta żyła.